# Diocesi di Cachoeira do Sul
La diocesi di Cachoeira do Sul (in latino: Dioecesis Cachoëirensis Australis) è una sede della Chiesa cattolica in Brasile suffraganea dell'arcidiocesi di Santa Maria. Nel 2021 contava 180.100 battezzati su 244.600 abitanti. È retta dal vescovo Edson Batista de Mello.

## Territorio
La diocesi comprende 12 comuni dello stato brasiliano del Rio Grande do Sul: Arroio do Tigre, Ibarama, Segredo, Sobradinho, Lagoa Bonita do Sul, Passa Sete, Agudo, Novo Cabrais, Cerro Branco, Cachoeira do Sul, Caçapava do Sul e Santana da Boa Vista.
Sede vescovile è la città di Cachoeira do Sul, dove si trova la cattedrale dell'Immacolata Concezione.
Il territorio si estende su una superficie di 10.730 km² ed è suddiviso in 13 parrocchie.

## Storia
La diocesi è stata eretta il 17 luglio 1991 con la bolla Brasilienses quidem di papa Giovanni Paolo II, ricavandone il territorio dalla diocesi di Santa Maria (oggi arcidiocesi).
Originariamente suffraganea dell'arcidiocesi di Porto Alegre, il 13 aprile 2011 è entrata a far parte della provincia ecclesiastica dell'arcidiocesi di Santa Maria.

## Cronotassi dei vescovi
Si omettono i periodi di sede vacante non superiori ai 2 anni o non storicamente accertati.
- Ângelo Domingos Salvador, O.F.M.Cap. † (17 luglio 1991 - 26 maggio 1999 nominato vescovo di Uruguaiana)
- Irineu Silvio Wilges, O.F.M. † (14 giugno 2000 - 28 dicembre 2011 ritirato)
- Remídio José Bohn † (28 dicembre 2011 - 6 gennaio 2018 deceduto)
- Edson Batista de Mello, dal 22 maggio 2019

## Statistiche
La diocesi nel 2021 su una popolazione di 244.600 persone contava 180.100 battezzati, corrispondenti al 73,6% del totale.
| anno | popolazione | popolazione | popolazione | presbiteri | presbiteri | presbiteri | presbiteri                | diaconi | religiosi | religiosi | parrocchie |
| anno | battezzati  | totale      | %           | numero     | secolari   | regolari   | battezzati per presbitero | diaconi | uomini    | donne     | parrocchie |
| ---- | ----------- | ----------- | ----------- | ---------- | ---------- | ---------- | ------------------------- | ------- | --------- | --------- | ---------- |
| 1999 | 177.000     | 210.000     | 84,3        | 30         | 21         | 9          | 5.900                     | 5       | 17        | 60        | 12         |
| 2000 | 180.000     | 213.000     | 84,5        | 33         | 24         | 9          | 5.454                     | 3       | 15        | 48        | 12         |
| 2001 | 171.666     | 203.739     | 84,3        | 27         | 21         | 6          | 6.358                     | 3       | 10        | 48        | 13         |
| 2002 | 170.650     | 209.760     | 81,4        | 23         | 17         | 6          | 7.419                     | 3       | 11        | 48        | 13         |
| 2003 | 143.327     | 204.753     | 70,0        | 27         | 19         | 8          | 5.308                     | 3       | 16        | 56        | 13         |
| 2004 | 143.327     | 204.753     | 70,0        | 24         | 17         | 7          | 5.971                     | 3       | 15        | 56        | 13         |
| 2006 | 145.700     | 209.000     | 69,7        | 25         | 17         | 8          | 5.828                     | 3       | 13        | 27        | 13         |
| 2013 | 169.300     | 229.000     | 73,9        | 24         | 18         | 6          | 7.054                     | 7       | 9         | 20        | 13         |
| 2016 | 173.800     | 234.900     | 74,0        | 24         | 20         | 4          | 7.241                     | 17      | 5         | 18        | 13         |
| 2019 | 177.350     | 240.800     | 73,7        | 29         | 23         | 6          | 6.115                     | 17      | 7         | 17        | 13         |
| 2021 | 180.100     | 244.600     | 73,6        | 27         | 22         | 5          | 6.670                     | 17      | 8         | 13        | 13         |